# Carlo De Carli
Pour les articles homonymes, voir Carli.
Carlo De Carli, né à Milan le 7 novembre 1910 et mort dans la même ville le 3 mars 1999, est un architecte, designer et théoricien de l'architecture italien, un des acteurs de l'architecture moderne, du dessin industriel, et de leur enseignement,.

## Biographie
Il est né à Milan, dans une famille bourgeoise qui prend ses racines maternelles au bord du lac de Garde. Cette nature presque méditerranéenne tiendra une présence constante dans son œuvre. Après avoir suivi des études classiques et un diplôme en architecture, il travaille pendant un an dans l'atelier de l'architecte Gio Ponti, auquel il succède en 1962 à l'École Polytechnique de Milan à la chaire d'architecture d'intérieur, d'ameublement et de décoration.
Il réalise la plupart de ses œuvres architecturales, exposition et travaux de design de l'après-guerre jusqu'au début des années soixante-dix. Son travail de designer est étroitement lié à une pensée théorique, place la personne au centre du projet, privilégie le processus de formation des espaces et des objets plutôt que leur être et s'ouvre à leurs relations mutuelles.

## Œuvres

### Architecture
Sa ligne de pensée se concrétise dans l'architecture qu'il produit de l'après-guerre jusqu'au début des années 70. Son premier bâtiment important remonte aux années 1947-1949, il s'agit de la « Casa per uffici e abitazioni » située via dei Giardini 7 à Milan, dans le sous-sol de laquelle il a construit après quelques années (1951-53) le Théâtre Sant'Erasmo, en collaboration de l'architecte Antonio Carminati. Ses autres œuvres les plus significatives sont le « Villagio Milano » à La Caletta di Siniscola, Nuoro (1948-51); la Foresteria delle Minere di Monteponi, sud de la Sardaigne (1950-52); le complexe scolaire et social de l'Opéra Don Calabria à Cimiano, Milan (ateliers professionnels, collège, maison de retraite pour personnes âgées, église de San Gerolamo Emiliani) (1952-1965); la Maison pour personnes âgées de Negrar, Vérone (1955-62)  l'église de Sant'Ildefonso (1955-56) à Milan.

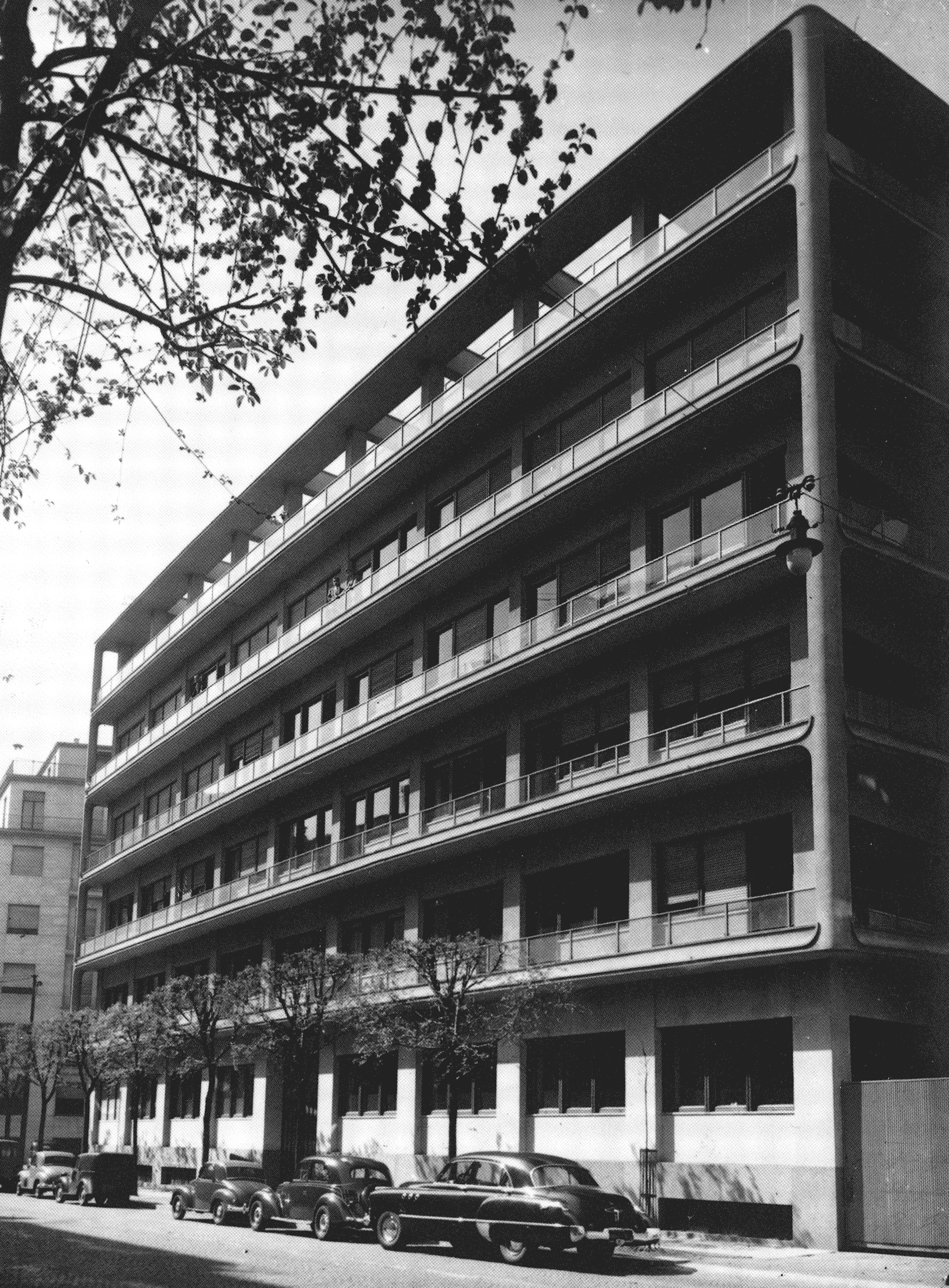
Immeuble via dei Giardini 7, Milano, 1947-49, C. De Carli con A. Carminati.
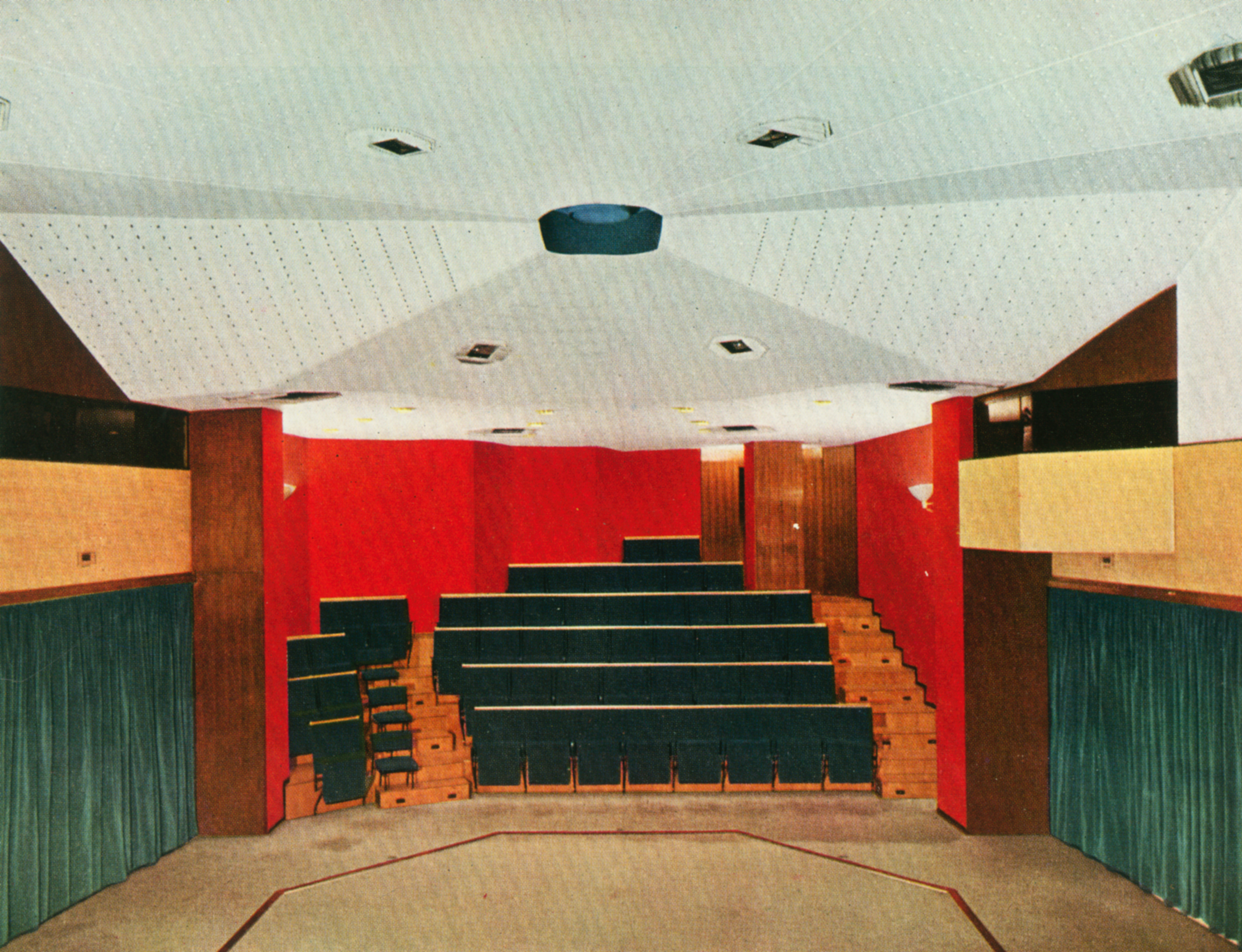
Théâtre Sant'Erasmo, Milano, 1951-53, C. De Carli con A. Carminati
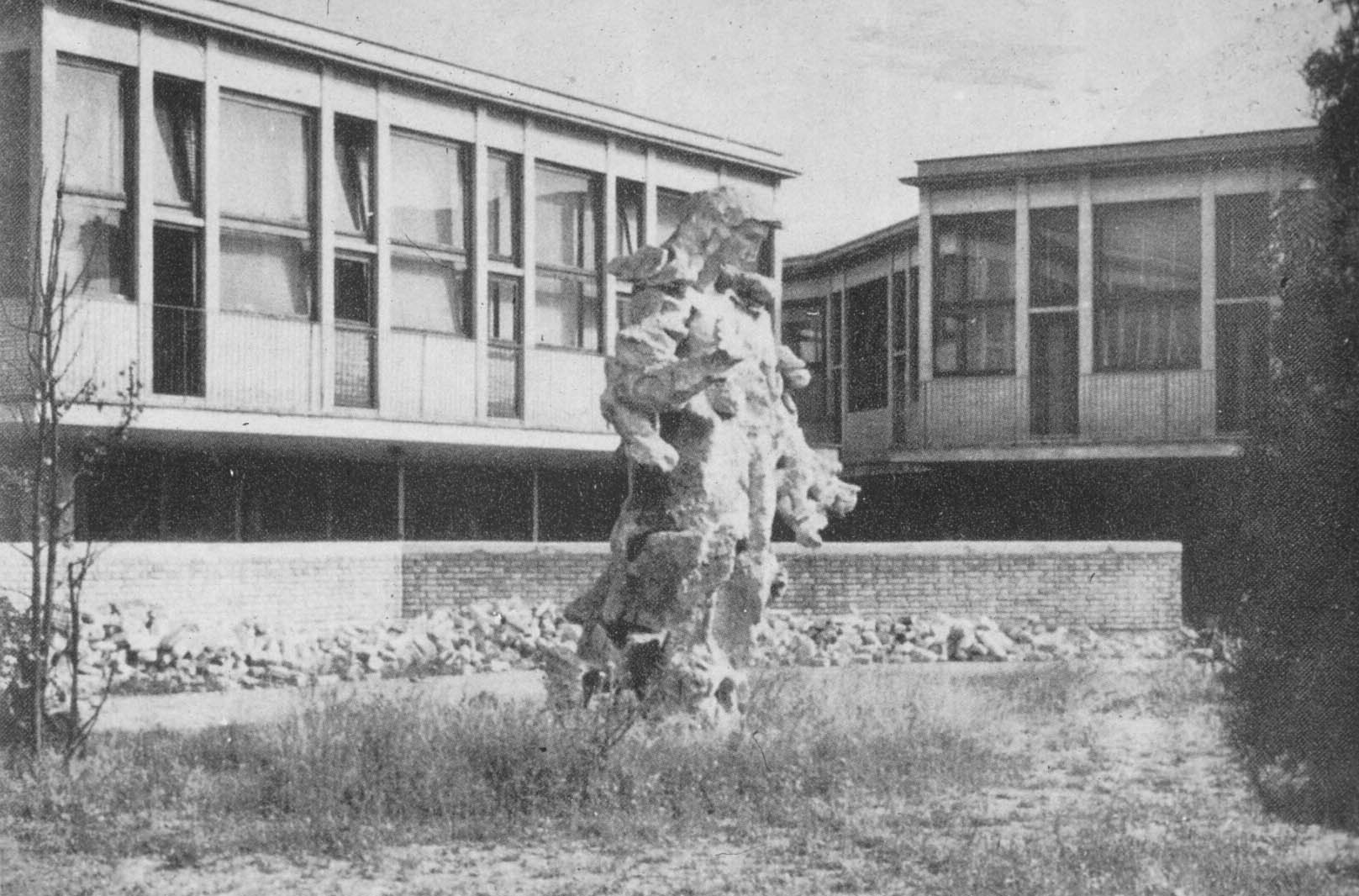
Centre professionnel Don Calabria, Cimiano, Mi. 1954-56 C. De Carli con A. Carminati. Scultura di Lucio Fontana.
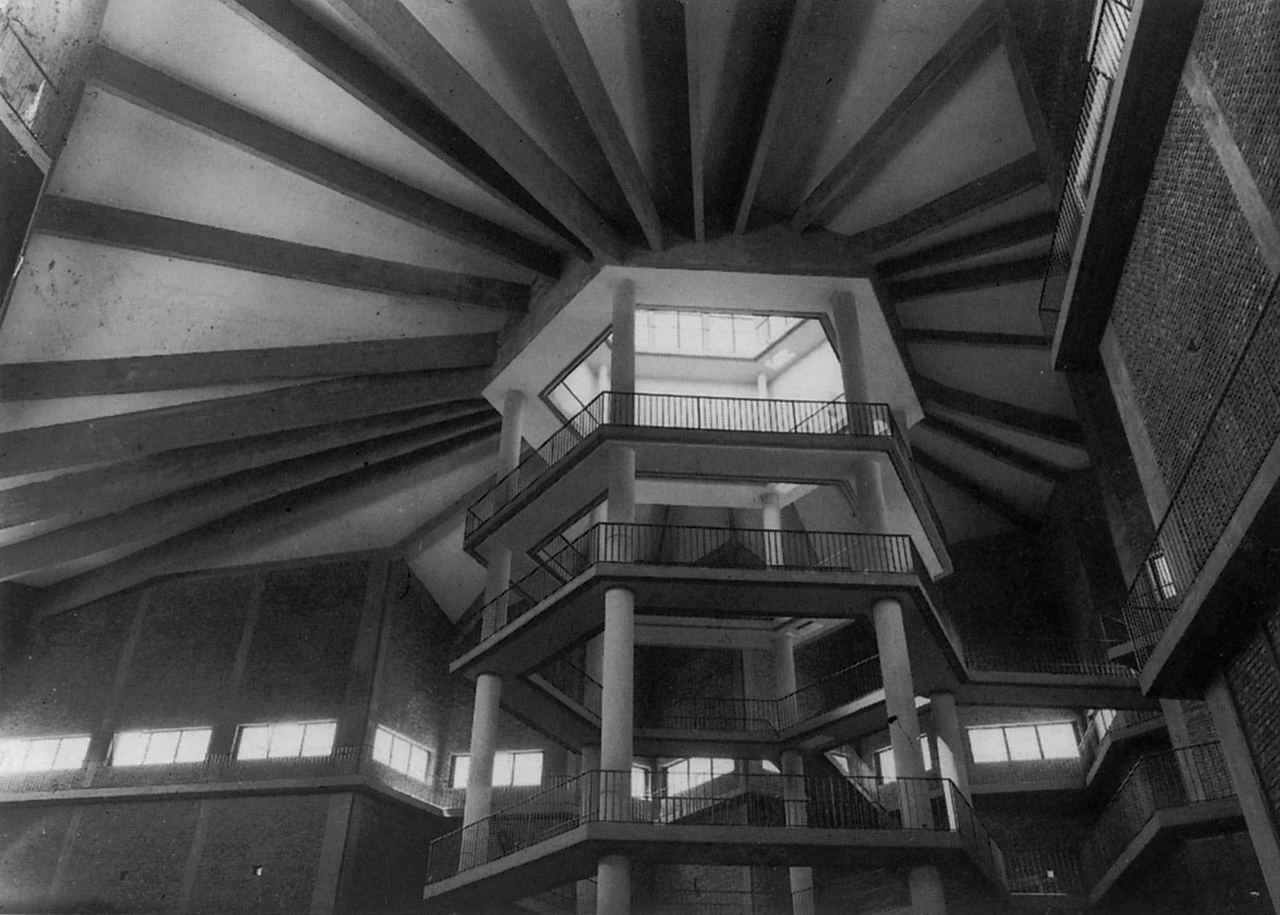
Intérieur de l'église Sant’Ildefonso a Millano. 1954-56.

### Intérieur et agencement
Dans ses projets d'architecture d'intérieur, les espaces sont articulés et liés comme des ensembles unitaires capables d'être accueillants et de raconter quelque chose. Cette « sensation » d'espace caractérise la maroquinerie Franzi (1946), les appartements Roditi et Galli (1949-1950) et les vitrines de la bibliothèque Ambrosiana (1952) à Milan. En 1965, lors de l'exposition « La casa inhabitata » au Palazzo Strozzi de Florence, il aménage un espace de vie sur deux niveaux avec un mobilier unifié par l'utilisation d'une seule bande de bois.

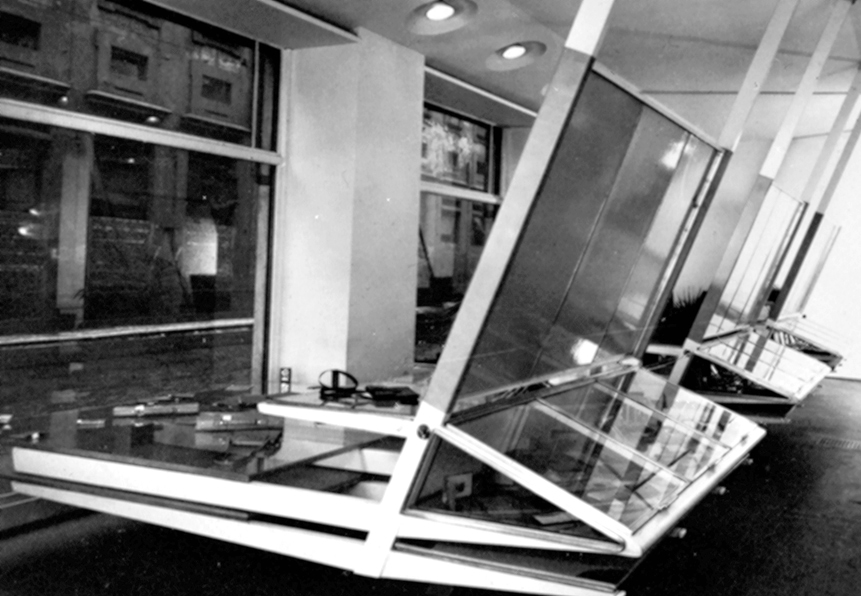
Maroquinerie Franzi à Milan. 1945.
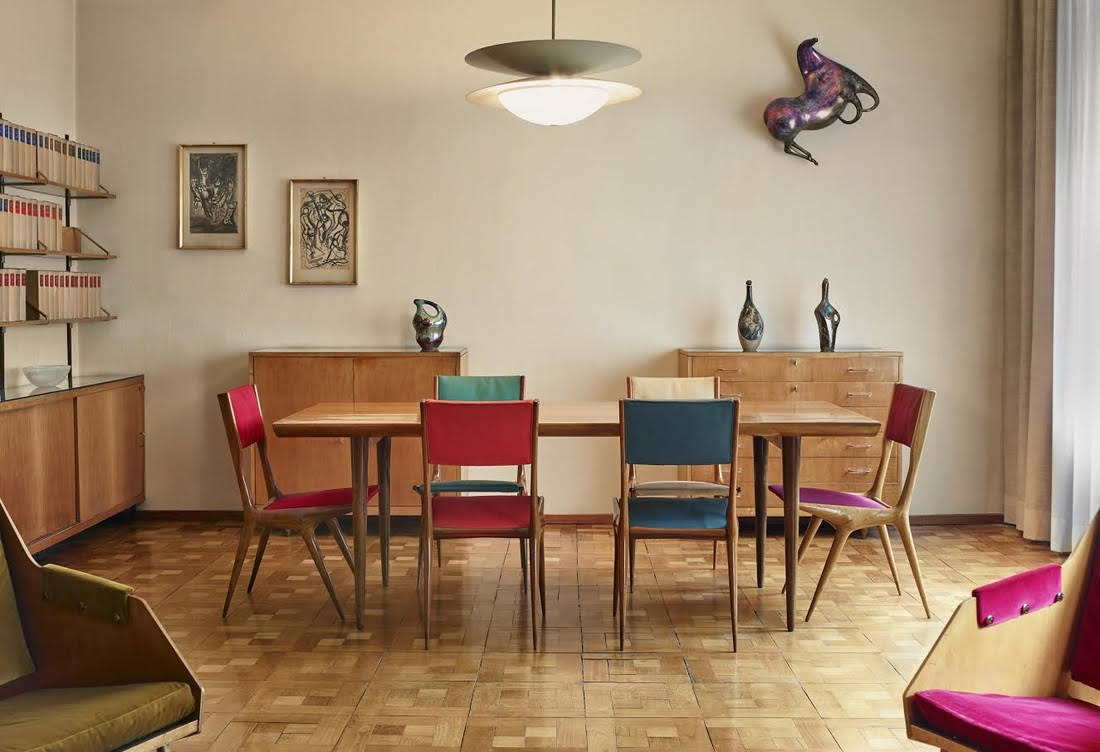
Séjour/Salle à manger de la Casa Galli, 1950
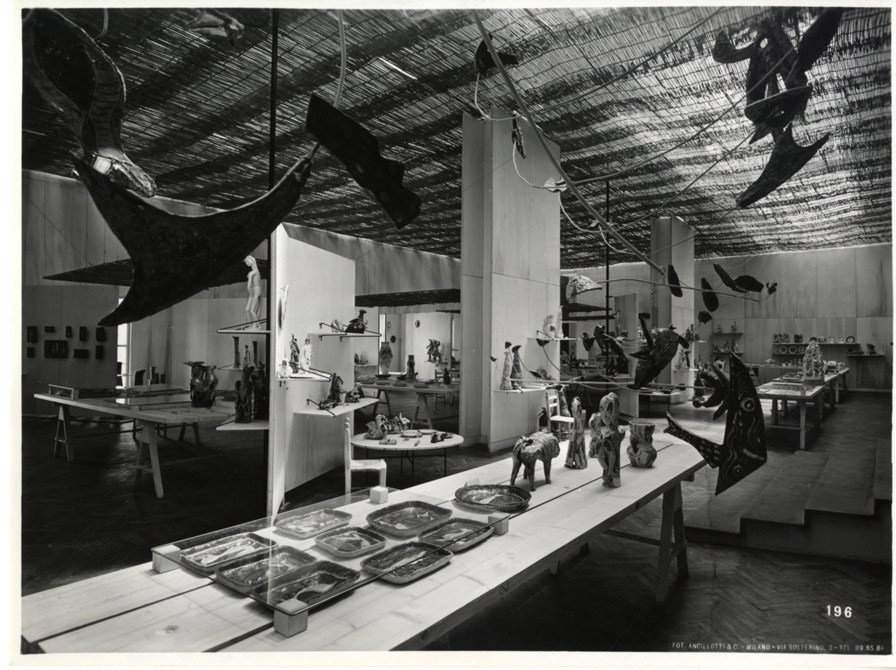
Exposition sur la céramique, IX Triennale di Milano, 1951. Allestimento: C. De Carli, ordinamento: G.Ponti

### Éléments d'ameublement
En parallèle, De Carli dessine de nombreux éléments d'ameublement qui entrent en production avec Cassina (la chaise mod. 683 qui a remporté le premier Compas D'or en 1954 ), Tecno (le fauteuil Balestra qui a été le Grand Prix de la XIe Triennale de Milan, 1957 ), Sormani, Longhi et diverses autres entreprises artisanales et industrielles.

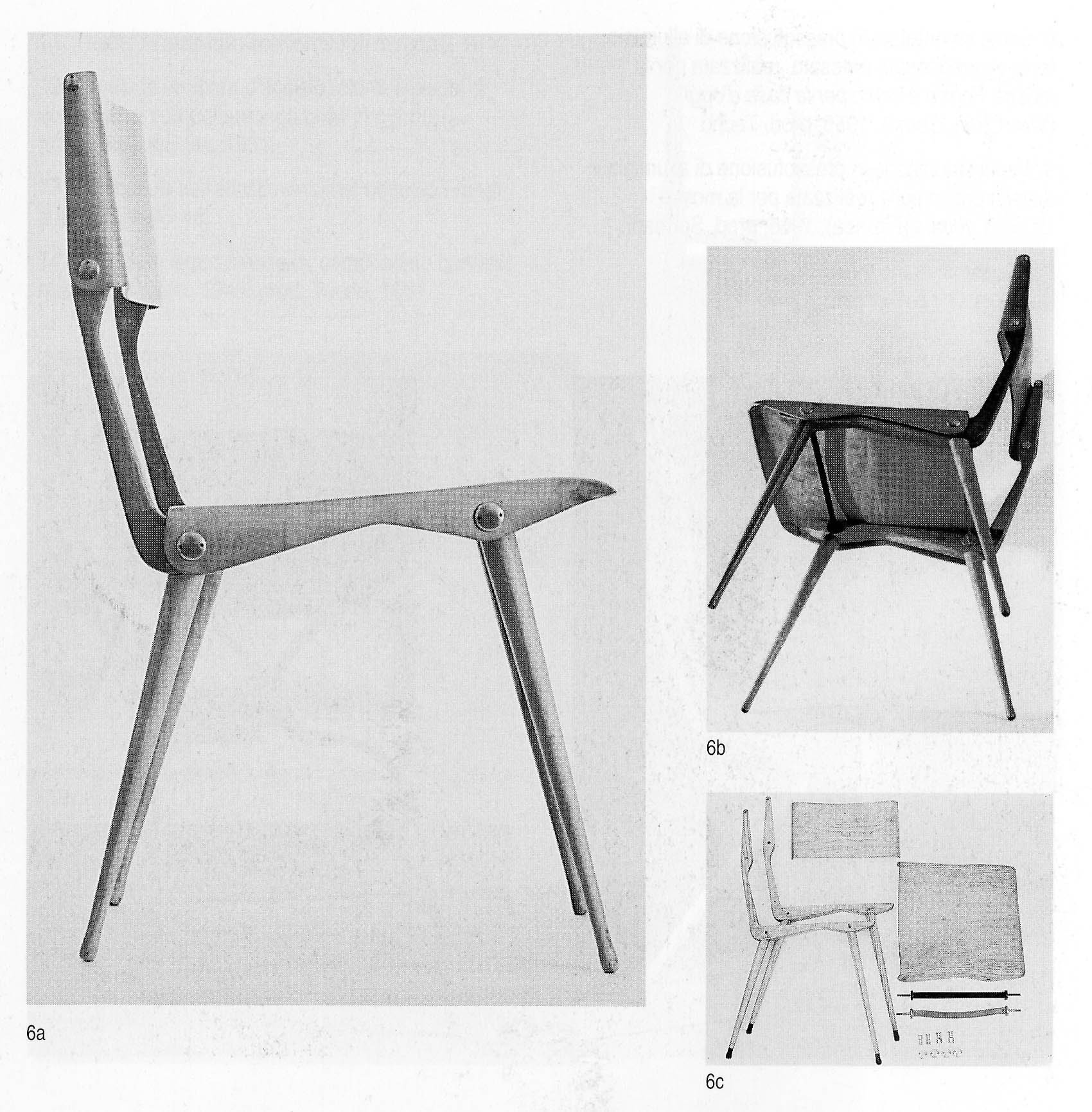
Chaise "Compasso d’Oro". Mod.683 Prod. Cassina, 1954
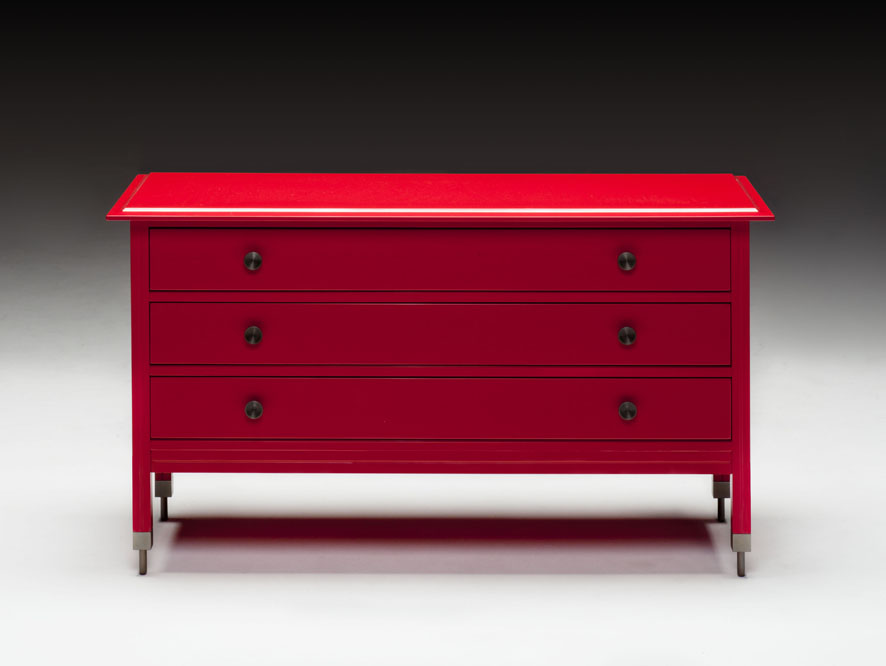
Commode rouge Prod. Sormani, 1963
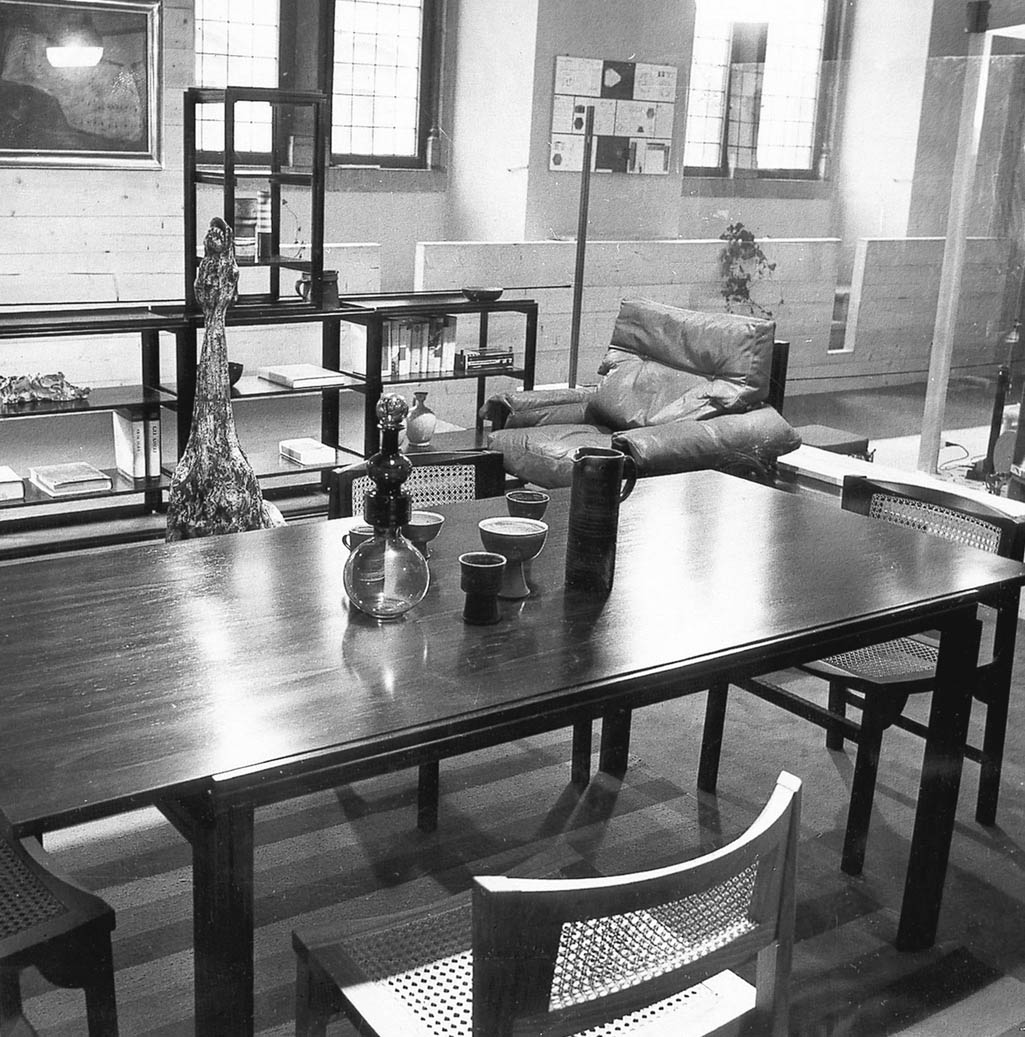
Mobilier de la serie Estruso, Prod. Sormani, 1963-65. Mostra La Casa Abitata (Palazzo Strozzi, Florence) 1965.

## Activité professionnelle et culturelle
En tant qu'architecte, Carlo De Carli s'identifie à l'ancienne figure du designer intégral, il n'y a donc pas de changement fondamental de pensée entre la conception d'une maison ou d'une chaise, car les deux sont basées sur l'attention aux gestes et à la vie de ceux qui y vivent, c'est-à-dire aux essences humaines en jeu. Seuls les aspects fonctionnels spécifiques et les éventuelles déclinaisons matérielles et esthétiques changent.
Avec la Triennale de Milan, à partir de la VIIe édition en 1940, il a un dialogue continu. En 1954 et 1957, il fut membre du Comité Exécutif de la Xe et XIe Triennale et, jusqu'en 1973, il fut membre du Conseil d'Administration.
Il fonde en 1957 la revue « Il mobile italiano ».

## Activité universitaire
Diplômé en architecture en 1934 à l'École Polytechnique de Milan, il commence en 1948 à collaborer aux cours d'architecture d'intérieur, de mobilier et de décoration dispensés par Gio Ponti à la Faculté d'architecture. En 1961, il remporte la chaire AIAD et succède à Ponti dans l'enseignement. À travers l'idée d'« espace primaire », il place l'espace habitable comme fondement génétique de toute l'architecture, dépassant ainsi l'interprétation conventionnelle de la discipline AIAD comme champ réducteur et mineur de l'activité de conception.
De 1965 à 1968, dans les années difficiles de la « contestation » étudiante, il était doyen de la Faculté d'architecture où il joua un rôle essentiel dans l'équilibre entre les revendications de la mobilisation et les institutions, en encourageant le renouveau des études d'architecture.
Il continue d'enseigner jusqu'en 1986.

## Pensée théorique
La pensée théorique de Carlo De Carli nous ramène à l'origine première du phénomène architectonique. Ses écrits, toujours destinés à démontrer le caractère infondé de toute séparation entre extérieur et intérieur et entre grand et petit. Défini comme un « espace des premières tensions internes », mais aussi comme un « espace du geste » et comme un « espace de relation », l' Espace Primaire cherche l'origine de l'Architecture dans les espaces où il est possible de trouver le sens de l'accueil pour la vie humaine. L' Espace Primaire n'a pas, au départ, de propriétés physiques, ni de figure ou autre détermination formelle, tout est dans l'attention portée à la « préciosité » de la personne humaine, dans une relation stricte entre architecture et éthique, et entre architecture et politique.